# 1972年ミュンヘンオリンピックのエチオピア選手団
1972年ミュンヘンオリンピックのエチオピア選手団（1972ねんミュンヘンオリンピックのエチオピアせんしゅだん）は、1972年8月26日から9月11日にかけて西ドイツのミュンヘンで開催された1972年ミュンヘンオリンピックのエチオピア選手団、およびその競技結果。

## 概要
今大会は銅メダル2個、合計2個のメダルを獲得した。

## メダル
| メダル | 選手名           | 競技 | 種目         |
| ------ | ---------------- | ---- | ------------ |
| 銅     | ミルツ・イフター | 陸上 | 男子10000m   |
| 銅     | マモ・ウォルデ   | 陸上 | 男子マラソン |